# Championnat des Îles Salomon de football 2018
Navigation
Saison précédente Saison suivante
La saison 2018 du Championnat des Îles Salomon de football est la quinzième édition de la Telekom S-League, le championnat de première division aux Îles Salomon. La compétition se dispute sous la forme d'une poule unique où toutes les équipes se rencontrent à deux reprises. Il n'y a ni promotion, ni relégation à l'issue de la saison.
C'est le Solomon Warriors qui remporte de nouveau le championnat après avoir terminé en tête du classement final, à égalité de points avec Henderson Eels. Il s’agit du quatrième titre de champion des Salomon de l'histoire du club.

## Les clubs participants
- Henderson Eels FC
- Kossa FC
- Western United FC
- Real Kakamora
- FC Guadalcanal
- Malaita Kingz FC
- Solomon Warriors
- Marist FC

## Compétition
Le barème de points servant à établir le classement se décompose ainsi :
- Victoire : 3 points
- Match nul : 1 point
- Défaite : 0 point

### Phase régulière
| Rang | Équipe            | Pts | J  | G | N | P  | Bp | Bc | Diff |
| ---- | ----------------- | --- | -- | - | - | -- | -- | -- | ---- |
| 1    | Solomon WarriorsT | 30  | 14 | 9 | 3 | 2  | 49 | 15 | +34  |
| 2    | Henderson Eels FC | 30  | 14 | 9 | 3 | 2  | 48 | 22 | +26  |
| 3    | Kossa FC          | 23  | 14 | 6 | 5 | 3  | 30 | 22 | +8   |
| 4    | Malaita Kingz FC  | 21  | 14 | 6 | 3 | 5  | 28 | 27 | +1   |
| 5    | Western United FC | 19  | 14 | 6 | 1 | 7  | 29 | 31 | -2   |
| 6    | Marist FC         | 17  | 14 | 5 | 2 | 7  | 27 | 31 | -4   |
| 7    | Real Kakamora     | 16  | 14 | 4 | 4 | 6  | 27 | 40 | -13  |
| 8    | FC Guadalcanal    | 1   | 14 | 0 | 1 | 13 | 14 | 64 | -50  |

|  | Qualification pour la Ligue des champions de l'OFC 2019 |
|  | T : Tenant du titre                                     |

## Bilan de la saison
| Championnat des Îles Salomon de football 2018                             |                             |
| Champion                                                                  | Solomon Warriors (4e titre) |
| Qualifications continentales                                              |                             |
| Ligue des champions de l'OFC 2019                                         | Henderson Eels FC           |
| Ligue des champions de l'OFC 2019                                         | Solomon Warriors            |
| Promotions et relégations                                                 |                             |
| Promus en Telekom S-League                                                | Aucun                       |
| Relégués en Championnat des Îles Salomon de football de deuxième division | Aucun                       |